# Vrhovni poveljnik zavezniških sil za Evropo
Vrhovni poveljnik zavezniških sil za Evropo (angleško Supreme Allied Commander, Europe; SACEUR) je eden od dveh Natovih strateških poveljnikov in je nastanjen v Vrhovnem poveljstvu zavezniških sil v Evropi (SHAPE; Mons, Belgija).

## Zgodovina
Po določilih ustanovne pogodbe, ki jo je sprejel NATO, je SACEUR zmeraj pripadnik ameriških oboroženih sil. Ko so oborožene sile Združenih držav Amerike ustanovile novo poveljništvo za Evropo (USEUCOM), je vrhovni poveljnik zavezniških sil v Evropi hkrati tudi poveljnik Evropskega poveljništva Združenih držav. Tako en general hkrati zaseda dve poveljstvi: Natovo (SACEUR) in amer. oboroženih sil (CDRUSEUCOM), toda obe poveljstvi ostajata samostojni, sta ločeni.

## Vodstvo
Vrhovni poveljniki
- general Dwight David Eisenhower, KOV ZDA (1951 - 1952)
- general Matthew Bunker Ridgway, KOV ZDA (1952 - 1953)
- general Alfred Maximilian Gruenther, KOV ZDA (1953 - 1956)
- general Lauris Norstad, VL ZDA (1956 - 1962)
- general Lyman Louis Lemnitzer, KOV ZDA (1963 - 1969)
- general Andrew Jackson Goodpaster, KOV ZDA (1969 - 1974)
- general Alexander Meigs Haig mlajši, KOV ZDA (1974 - 1979)
- general Bernard William Rogers, KOV ZDA (1979 - 1987)
- general John Rogers Galvin, KOV ZDA (1987 - 1992)
- general John Malchase David Shalikashvili, KOV ZDA (1992 - 1993)
- general George Alfred Joulwan, KOV ZDA (1993 - 1997)
- general Wesley Kanne Clark, KOV ZDA (1997 - 2000)
- general Joseph W. Ralston, VL ZDA (2000 - 2003)
- general James Logan Jones mlajši, KMP ZDA (2003 - 2006)
- general Bantz John Craddock, KOV ZDA (2006 - 2009)
- admiral James Stavridis, VM ZDA (2009 - danes)

Namestniki vrhovnega poveljnika
- feldmaršal Bernard Montgomery, Britanska kopenska vojska (1951 - 1958)
- general Richard Gale, Britanska kopenska vojska (1958 - 1960)
- general Hugh Stockwell, Britanska kopenska vojska (1960 - 1964)
- maršal Kraljevega vojnega letalstva Thomas Pike, Kraljevo vojno letalstvo (1964 - 1967)
- general Robert Bray, Britanska kopenska vojska (1967 - 1970)
- general Desmond Fitzpatrick, Britanska kopenska vojska (1970 - 1973)
- general John Mogg, Britanska kopenska vojska (1973 - 1976)
- general Harry Tuzo, Britanska kopenska vojska (1976 - 1978)
- general Gerd Schmückle, Bundesheer (1978 - 1980)
- general Jack Harman, Britanska kopenska vojska (1978 - 1981)
- admiral Günter Luther, Bundesmarine (1980 - 1982)
- zračni šef maršal Peter Terry, Kraljevo vojno letalstvo (1981 - 1984)
- general Günter Kießling, Bundesheer (1982 - 1984)
- general Hans-Joachim Mack, Bundesheer (1984 - 1987)
- general Edward Burgess, Britanska kopenska vojska (1984 - 1987)
- general John Akehurst, Britanska kopenska vojska (1987 - 1990)
- general Eberhard Eimler, Luftwaffe (1987 - 1990)
- general Brian Kenny, Britanska kopenska vojska (1990 - 1993)
- general Dieter Clauss, Bundesheer (1990 - 1993)
- general John Waters, Britanska kopenska vojska (1993 - 1994)
- general Jeremy Mackenzie, Britanska kopenska vojska (1994 - 1998)
- general Rupert Smith, Britanska kopenska vojska (1998 - 2001)
- general Dieter Stöckmann, Bundesheer (2001 - 2002)
- admiral Rainer Feist, Bundesmarine (2002 - 2004)
- general John Reith, Britanska kopenska vojska (2004 - 2007)
- general John McColl, Britanska kopenska vojska (2007 - 2011)
- general Richard Shirreff, Britanska kopenska vojska (2011 - danes)